# Cathédrale Saint-Mel de Longford
La cathédrale Saint-Mel de Longford est une cathédrale catholique irlandaise. Construite entre 1840 et 1856 — son beffroi et son portique étant des ajouts ultérieurs —, son intérieur est ravagé par le feu le jour de Noël 2009.
Elle est dédiée à Mel d’Ardagh (en) († 488), compagnon de saint Patrick et fondateur du diocèse à Ardagh (à 10 km de Longford). Ce dernier a fusionné avec celui de Clonmacnois en 1756, donnant l’actuel diocèse d'Ardagh et Clonmacnois, dont l’évêque siège à la cathédrale.

## Construction
La cathédrale est construite en pierre, dans un style néoclassique, au nord-est de la ville. Elle est commencée en 1840 sur les plans de Joseph Benjamin[réf. nécessaire] Keane (également architecte de l’église Saint-François-Xavier, sur Gardiner Street à Dublin), la première pierre — empruntée de l’ancienne  cathédrale en ruine d’Ardagh — étant posée par l’évêque d’Ardagh et Clonmacnoise, Dr. William O'Higgins, le 19 mai 1840. Le travail est interrompu en raison de la Grande Famine, mais les offices sont célébrés pour la première fois par le successeur d’O'Higgins, Rt. Rev. John Kilduff, le 29 septembre 1856.
Le toit est soutenu par 24 colonnes de pierre calcaire, issue des carrières de Newtowncashel, à proximité. Le beffroi est ajouté en 1860 et dessiné par John Bourke, et le portail de 1889 est conçu par George Ashlin. La cathédrale est finalement consacrée le 19 mai 1893.
Les studios Harry Clarke ont dessiné les vitraux du transept, parmi lesquels on trouve La consécration de saint Mel en évêque de Longford, deuxième prix de l’exposition des Arts et Industrie de la Royal Dublin Society en 1910, également présenté la même année à la quatrième exposition de la Société irlandaise des Arts & Crafts. Ray Caroll a fait le design d’un ensemble mobilier en 1975, dont la tapisserie de La Parousie derrière la cathèdre. Imogen Stuart a réalisé Le Saint Esprit au-dessus des fonts baptismaux.

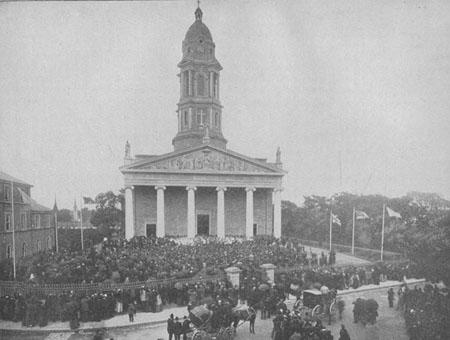
Extérieur de la cathédrale, au début du XIXe siècle.
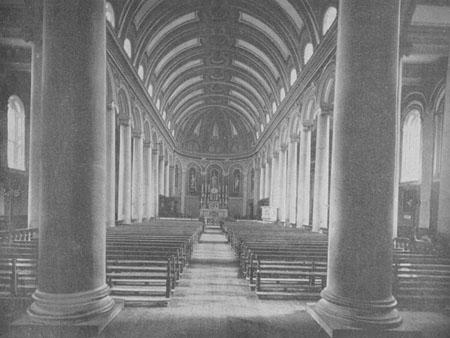
Intérieur de la cathédrale, au début du XIXe siècle.
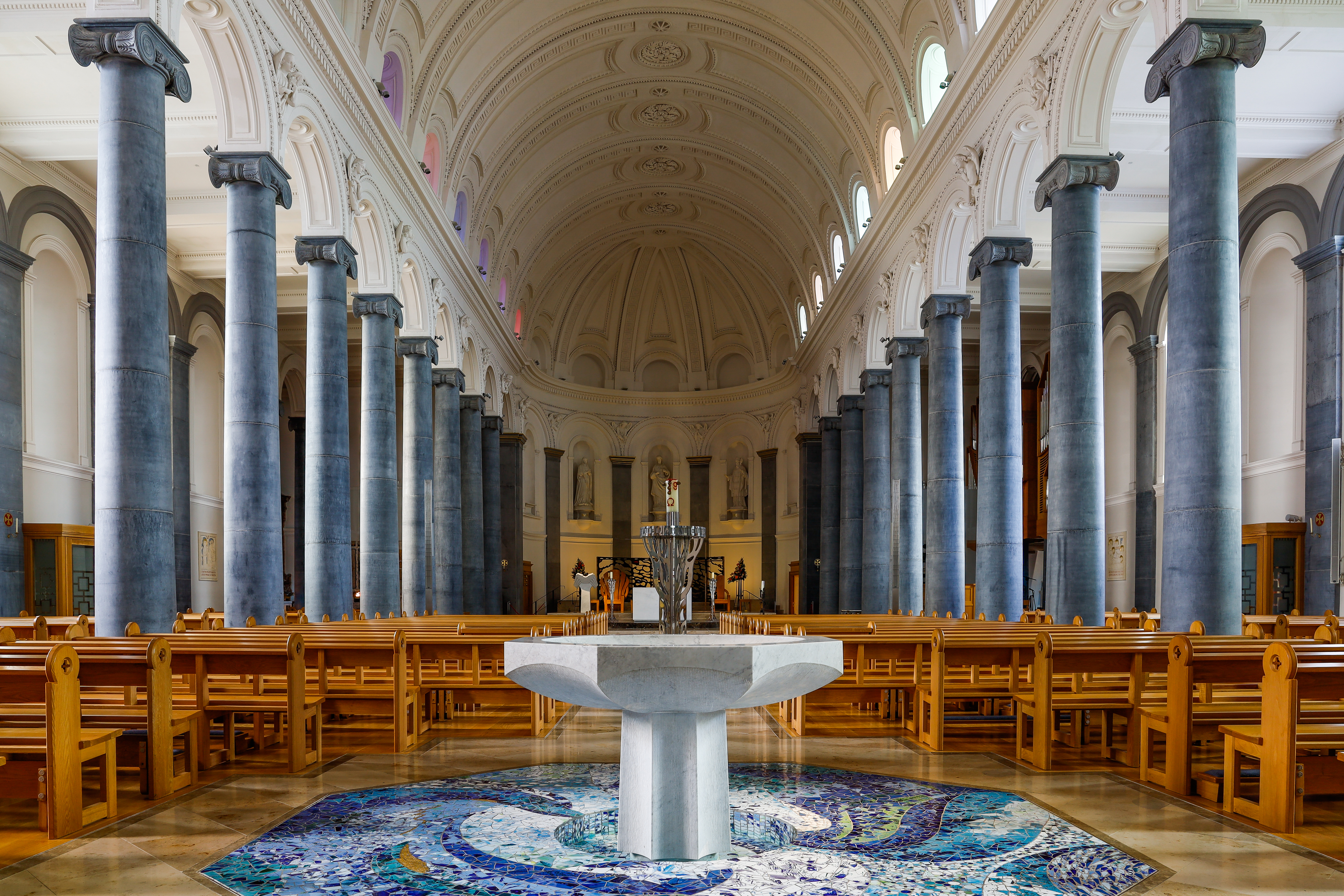
Intérieur de la cathédrale, en 2019.
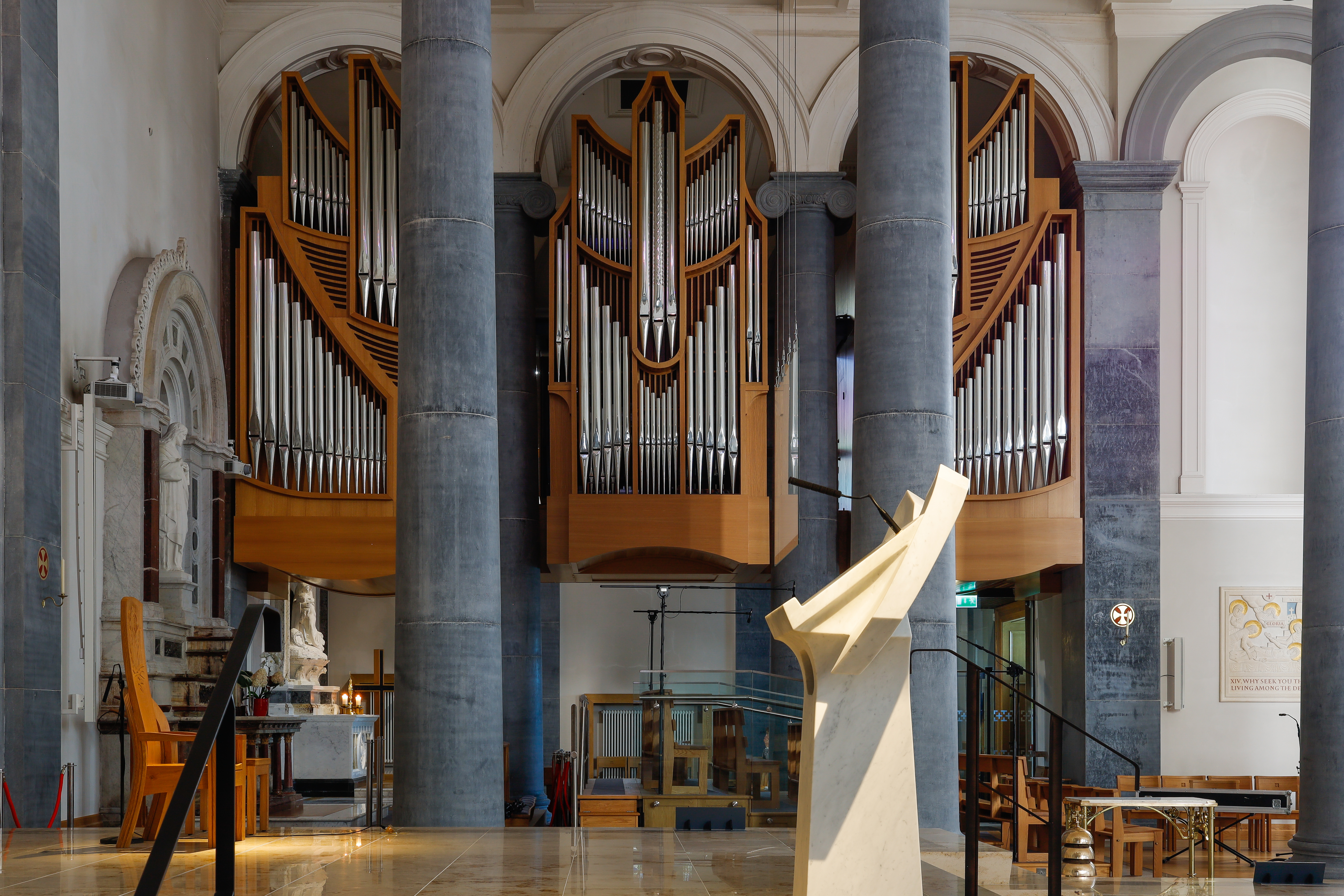
L'orgue.

## Incendie de Noël 2009
Un incendie d’origine inconnue — non criminelle selon l’enquête
 — s’est déclenché le 25 décembre 2009 vers 5 h. Le feu a démarré à l’arrière du bâtiment, et a duré plusieurs heures. Selon l’évêque Colm O'Reilly, qui y avait célébré la messe de minuit quelques heures auparavant, la cathédrale est complètement inutilisable.
Les dommages matériels sont estimés à 10 000 000 €. Des travaux sont effectués pour sauver le clocher. La crosse de saint Mel, une relique datée de plus de 1 000 ans, a été brûlée. Deux vitraux du transept — dépeignant Sainte-Anne et la Résurrection — pourraient être restaurés.[réf. souhaitée]

## Source
- (en) Cet article est partiellement ou en totalité issu de l’article de Wikipédia en anglais intitulé « St Mel's Cathedral » (voir la liste des auteurs).